# Крістіан і Джозеф Казінси
Крістіан та Джозеф Казінси (англ. Christian and Joseph Cousins; нар.. 17 березня 1983, Оріндж (округ, Каліфорнія), США) — американські актори.

## Кар'єра
Першу роль діти-близнюки одержали у мильній опері «Тиха пристань» у 1987 році, в якій знялися разом з іншим актором Патріком Даффі (роль Боббі Юїнга). Після цього вони часто з'являлися, як правило, також разом, у серіалах і фільмах, включаючи «Дитсадковий поліцейський», «Зубастики 3», «Няньки», а також брали участь в епізодичних ролях у таких серіалах, як «Таємниці батька Даулінга», «Містичний містечко Ейрі в Індіані», «Крила» та інші.